# Федорук Олександр Олександрович
Федорýк Олесь (Олександр Олександрович) — український літературознавець, текстолог, організатор науки. Доктор філологічних наук (2021), завідувач відділу рукописних фондів і текстології Інституту літератури ім. Т. Г. Шевченка НАН України, за сумісництвом головний науковий співробітник Інституту енциклопедичних досліджень НАН України (у 2006—2009), ад'юнкт Університету Монаша (2013).

## Життєпис
Олександр Федорук народився 27 грудня 1966 р. у місті Тернополі в родині мистецтвознавця академіка Олександра Федорука і хорового диригента Марії Федорук (уроджена Семаньків).
Закінчив філологічний факультет Львівського національного університету імені Івана Франка (1997) та аспірантуру Львівського відділення Інституту літератури ім. Т. Г. Шевченка НАН України (2000). Кандидатська дисертація «Пантелеймон Куліш і літературний процес у Західній Україні 60-х початку 70-х рр. ХІХ ст.» зі спеціальності 10.01.01 — українська література (2001), докторська дисертація «Роман Куліша „Чорна рада“: Історія тексту» (2021). Стажувався у Гарвардському університеті (2013).
1999—2005 — молодший науковий співробітник Львівського відділення Інституту літератури ім. Т. Г. Шевченка НАН України
з 2005 — науковий працівник Інституту літератури ім. Т. Г. Шевченка НАН України, старший науковий співробітник відділу рукописних фондів і текстології
2006—2010 — головний науковий співробітник Інституту енциклопедичних досліджень НАН України (за сумісництвом)
2013 — ад'юнкт Університету Монаша (Мальбурн, Австралія)
з 2018 — керівник Центру дослідження життя і творчості Пантелеймона Куліша при Інституті літератури ім. Т. Г. Шевченка
2022 — з початком повномасштабного російського вторгнення в Україну добровольцем став до лав Збройних Сил України, де проходив службу у складі 23-го окремого стрілецького батальйона (старший лейтенант). Отримав статус учасника бойових дій. Був демобілізований у листопаді 2023.
З березня 2024 — завідувач відділу рукописних фондів і текстології Інстиуту літератури.
Одружений. Дружина — Олена Кіс-Федорук, мистецтвознавець, арт-критик і поетка, наукова співробітниця Львівської національної галереї мистецтв ім. Бориса Возницького. Виховує двох синів.

## Громадська діяльність
- Член Редакційної колегії (з 2003) серії «Відкритий архів» видавництва «Критика»
- Член Редакційної колегії і відповідальний секретар Повного зібрання творів Куліша (з 2005), що його готує Інститут Критики та Інститут літератури ім. Т. Г. Шевченка НАН України
- Член Редакційної колегії культурологічного альманаху «Хроніка-2000» (2009—2014)
- Член Редакційної колегії серії «Ad fontes» видавництва «Український письменник» (2011—2014)
- Член Редакційної колегії «Записок Наукового Товариства ім. Шевченка в Америці. Нова серія» (з 2017)
- Член Редакційної колегії журналу «Слово і час».

## Проблематика досліджень
Сфера наукових зацікавлень — шевченкознавство, кулішезнавство, історія української літератури, текстологія.
У центрі літературознавчих досліджень О. Федорука — вивчення життя і творчості П. Куліша, Т. Шевченка, джерелознавство і текстологія української літератури 19 ст.
О. Федорук — автор близько 200 наукових праць різних жанрів (монографій, статей, рецензій, бібліографій, полемічних виступів, передмов і післямов тощо), упорядник та науковий редактор низки видань. Підготував і прокоментував два томи листів Куліша з Повного зібрання творів П. Куліша (К.: Критика, 2005, 2009), які здобули високу оцінку у фахівців і вважаються зразковим виданням творів українських класиків, підготовлених в академічному форматі. Разом із Г. Грабовичем ініціював перше факсимільне видання першодруку Шевченкової поеми «Гайдамаки». Написав супровідну студію «Перше видання Шевченкових „Гайдамаків“: Історія книжки» (К., 2013), у якому переглянув та узагальнив друковані й архівні джерела, пов'язані з історією написання, виходу в світ і поширення поеми.

## Основні праці
- «Букварь южнорусский» Т. Шевченка: Історіографія, проблема рецепції, генеза ідеї // Україна в минулому. — К.; Львів, 1994. — Вип. VI. — С. 94–108 Режим доступу:
- Епіграми Бутумбаса [М. Бутовича] / Упоряд., вст. ст., комент. — К.: Вид-во М. П. Коць, 1995. — 223 с.: іл. — (Серія: Повернуті імена)
- Куліш П. Листи до М. Д. Білозерського / Упоряд., вст. ст., комент. — Л.; Нью-Йорк: Вид-во М. П. Коць, 1997. — 223 с. — (Серія: Літературні пам'ятки; Вип. 3)
- З історії першої публікації поеми Тараса Шевченка «Великий льох» // Київська старовина. — 1999. — № 2. — С. 112—121
- До характеристики взаємин П. Куліша й А. Метлинського: (Два листи Метлинського до Куліша) // Пантелеймон Куліш: Матеріали і дослідження. — Л.; Нью-Йорк: Вид-во М. П. Коць, 2000. — С. 247—276
- Недовідомий лист-спогад І. Нечуя-Левицького про П. Куліша // Пантелеймон Куліш: Матеріали і дослідження. — Львів; Нью-Йорк, 2000. — С. 276—297
- «Около полустолетия назад: Литературные воспоминания» П. О. Куліша / Упоряд. тексту, вст. ст., комент. О. Федорук, Є. Нахлік // Там само. — С. 105—156
- До історії становлення культу Шевченка у Галичині у 60-х рр. ХІХ ст. (народовці й Куліш) // Київська старовина. — 2001. — № 4. — С. 56–68
- Нове слово про Василя Мову (Лиманського) // Записки Наукового товариства імені Шевченка. — Том CCXLVI. Праці Філологічної секції. — Львів, 2003. — С. 476—487 Режим доступу:
- Українсько-польські відносини у перцепції Пантелеймона Куліша. (Контекст галицького суспільно-літературного процесу 60-х рр. ХІХ ст.) // Україна модерна. — 2003. — Ч. 8. — С. 73–106 Режим доступу:
- Барвінський О. Спомини з мого життя / Упоряд. А. Шацька, О. Федорук. — Нью-Йорк; К.: Смолоскип, 2004. — Частина перша та друга. — 526 с. ISBN 0-916381-18-1
- Куліш — редактор «Правди» // Молода нація: Альманах. — [К.: Смолоскип], 2004. — № 1 (30). — С. 14–43
- Пантелеймон Куліш: бібліографія літератури (1989—2002) // Відкритий архів: Щорічник матеріялів та досліджень з іст. модерної укр. культури. — К., 2004. — Т. І. — С. 453—573
- Куліш П. Повне зібрання творів. Листи. — К.: Критика, 2005. — Т. І: 1841—1850 / Укр. наук. ін-т Гарвардського університету; Ін-т Критики; Упоряд., комент. О. Федорук; Підгот. текстів О. Федорук, Н. Хохлова. — К.: Критика, 2005. — 648 с. ISBN 966-7679-70-5 (т. 1)
- Сучасна україніка на Кубані: Анотований огляд публікацій // Пам'ятки України. — 2005 [січень 2006]. — № 3/4. — С. 202—221
- Куліш та його оточення: Робочий зошит / Ін-т енциклопедичних досліджень НАН України. — К., 2007. — 74 с., іл.
- Зауваги до автографів Шевченка // Слово і час. — 2007. — № 3. — С. 28–29 Режим доступу:
- «З мого життя» Миколи Стороженка і проблема видання мемуарної літератури // Україна модерна. — 2007. — Ч. 12 (1). — С. 218—228 Режим доступу:
- Сигнальний примірник «Повести об украинском народе» Куліша // Український археографічний щорічник. Нова серія. — К., 2007 [травень 2008]. — Вип. 12. — С. 838—839
- До шевченківської бібліографії 1861 року // Слово і час. — 2008. — № 5. — С. 52–56.
- Куліш П. Повне зібрання творів. Листи. — К.: Критика, 2009. — Т. ІІ: 1850—1856 / Упоряд., комент. Олесь Федорук; відп. ред. В. Дудко. — 672 с. ISBN 966-7679-70-5 (т. 1)
- Пантелеймон Куліш: Письменник, філософ, громадянин / Наук. консультант, упоряд. ілюстративного матеріалу. — К., 2009. — 536 с., іл. — (Хроніка–2000. — Вип. 78)
- Куліш і Забіла: До історії особистих взаємин та літературних взаємооцінок // Хроніка 2000. — К., 2009. — Вип. 78: Пантелеймон Куліш: письменник, філософ, громадянин. — С. 411—430
- Міхал Ґрабовський на малюнках Куліша // Образотворче мистецтво. — 2009. — № 2. — С. 14–17; Міхал Грабовський у малюнках Куліша // Вісник НТШ. — 2009. — № 42. — С. 30–32 Режим доступу:
- До родоводу Куліша / І. Ситий, О. Федорук // Археографічний щорічник. Нова серія. — К., 2010. — Вип. 15/16. — С.129—139.
- Зарубіжне шевченкознавство (з матеріалів УВАН): [У 2 частинах] / Наук. консультанти, упоряд. ілюстративного матеріалу О. Федорук, Т. Скрипка. — К., 2010. — Частина 1. — 353 с.; Частина 2. — 447 с. — (Хроніка–2000. — Вип. 3 (85); 4 (86))
- Шевченкознавство в Українській Вільній Академії Наук (1940-ві — 1960-ті рр.) // Зарубіжне шевченкознавство (з матеріалів УВАН). — К., 2010. — Част. 1. — C. 326—353. — (Хроніка–2000. — Вип. 3 (85))
- Володимир Макарович Яцюк (13 липня 1946 — 2 травня 2012) // Український археографічний щорічник. Нова серія. — К., 2012. — C. 761—765.
- Шевченко неканонічний / Розмовляв І. Чорновол // Львівська газета. — 2013 — 9 берез.
- Перше видання Шевченкових «Гайдамаків»: Історія книжки. — К., 2013. — 152 с.
- 13 фактів про роман Пантелеймона Куліша «Чорна рада», про які ви не знали
- Роман Куліша «Чорна рада»: Історія тексту. — К., 2019. — VI, 590 с. ISBN 978-966-2789-14-0